# Strip Tease
Strip Tease jest trzecim studyjnym albumem polskiej grupy Acid Drinkers, wydanym we wrześniu 1992 r. przez Under One Flag, a w Polsce przez Metal Mind Productions. Na okładce pierwszego wydania Ślimak jest podpisany jako Mangood. Na reedycji został już podpisany jako Ślimak.

## Lista utworów
1. „Strip Tease”
2. „King Kong Bless You”
3. „Seek and Destroy” (cover utworu Metalliki z Kill ’Em All)
4. „Rock’n’Roll Beast”
5. „Rats / Feeling Nasty”
6. „Poplin Twist”
7. „Masterhood of Hearts Devouring”
8. „You Are Lost My Dear”
9. „Menel Song / Always Look on the Bright Side of Life”
10. „Blood Is Boiling”
11. „My Caddish Promise”
12. „Mentally Deficient”
13. „Hell It Is a Place on Earth”
14. „Ronnie and the Brother Spider”
15. „I'm a Rocker”

## Twórcy
- Tomasz „Titus” Pukacki – śpiew, gitara basowa
- Robert „Litza” Friedrich – gitara, śpiew (5, 6)
- Dariusz „Popcorn” Popowicz – gitara, śpiew (2, 11)
- Maciej „Ślimak” Starosta – perkusja
- gościnnie Edyta Bartosiewicz – śpiew (3)